# Pexopsylla cercocarpi
Pexopsylla cercocarpi är en insektsart som beskrevs av Jensen 1957. Pexopsylla cercocarpi ingår i släktet Pexopsylla och familjen rundbladloppor. Inga underarter finns listade i Catalogue of Life.